# إميل إده
إميل إده رئيس الجمهورية اللبنانية الثالث في عهد الانتداب الفرنسي على لبنان (1936-1941). ولد عام 1883 وتوفي عام 1949. كان محاميًا وزعيمًا سياسيًا، أسس حزب الكتلة الوطنية اللبنانية، ولعب دورًا سياسيًا بارزًا خلال النصف الأول من القرن العشرين.

## نشأته وبداياته
ولد إميل إده في 5 مايو 1883 في دمشق وكان والده وجده يعملان ترجمانَين ووسيطَين في القنصلية الفرنسية في دمشق. تلقى علومه لدى الآباء اليسوعيين في بيروت. تابع دروسه في الحقوق في فرنسا في جامعة إيكس مارسيليا حيث أقام من سنة 1902 إلى 1909، ثم اضطر أن يعود إلى بيروت بسبب وضع والده الصحي وذلك قبل أن يتقدم بأطروحته لنيل الدكتوراة في الحقوق. تزوج من لودي جورج سرسق ورزق منها بثلاثة أولاد، هم: ريمون (1913)، وأندره (1917)، وبيار (1921).
سعى إميل إده إلى فصل جبل لبنان عن الدولة العثمانية قبل الحرب العالمية الأولى، واعتقلت السلطات العثمانية عددًا من الناشطين الذين شاركوا في الدعوة إلى الانفصال عن السلطنة، أو ثبت أن كانت لديهم علاقات مع الحلفاء وألقتهم في السجن وأعدمت قسمًا منهم. إلَّا أن إميل إده استطاع الهرب في الوقت المناسب ولجأ إلى الإسكندرية، وفي مصر شارك في إنشاء الوحدة الشرقية في الجيش الفرنسي والتي تألفت من متطوعين لبنانيين وسوريين. وقد حافظ في هذه الفترة على اتصالاته، عبر أخيه جوزيف المقيم في فرنسا، مع أعلى السلطات الفرنسية ولا سيما الرئيس ريمون بوانكاريه.
بعد عودته إلى بيروت أسس مكتبًا للمحاماة وأصبح مستشارًا للقنصليات الفرنسية والبريطانية والإيطالية، كما أصبح محاميًا للعديد من الشركات اللبنانية والأجنبية العاملة في لبنان وسوريا. وقد لمع اسمه وأصبح مكتبه من أهم المكاتب في بيروت وتدرج فيه عدد من الشخصيات اللبنانية مثل بشاره الخوري وكميل شمعون. وفي عام 1922 انتخب نقيبًا للمحامين في بيروت واستمر حتى عام 1923.

## سيرته السياسية
إثر الحرب العالمية الأولى شارك في وفدين من أصل ثلاثة وفود لبنانية إلى مؤتمر فرساي للمطالبة باستقلال جبل لبنان وضم بعض الأقاليم المجاورة إليه: بيروت وصيدا والبقاع ومرجعيون وطرابلس. وقد ألحَّ إميل إده على المجلس التمثيلي في جبل لبنان بالمطالبة بضم الأراضي المذكورة لتوسيع حدود جبل لبنان وباستقلاله الإداري والسياسي. واستجاب مؤتمر فرساي لهذه المطالب. وهكذا شارك إميل إده في تكوين حدود الجمهورية اللبنانية العتيدة.
شغل إدِّه عدة مناصب في حياته السياسية فكان عضوًا في المجلس التمثيلي في جبل لبنان (1922-1925)، ثم رئيسًا له (1925-1928)، كما كان عضوًا في مجلس الشيوخ (1926-1927)، ونائبًا في البرلمان اللبناني (1927-1936) ورئيسًا للحكومة ما بين 11 أكتوبر 1929 و25 مارس 1930. وخلال توليه رئاسة الحكومة قام بإصلاحات واسعة شملت كافة الميادين الإدارية، والتعليمية، والقانونية، والاقتصادية والمالية. إلا أن نمط هذه الإصلاحات السريع لم يرق للكثيرين من أصحاب المصالح الخاصة مما جعلهم يتحدون ضدها ويدفعون بإميل إده إلى الاستقالة.

### رئاسته الجمهورية
في 20 يناير 1936 انتخب إميل إده رئيسًا للجمهورية في ظل الانتداب الفرنسي. وقد فاوض ووقَّع على مُعاهدة مع فرنسا سميت مُعاهدة الصداقة والتحالف بالإضافة إلى اتفاق عسكري وخمسة بروتوكولات وتبادل رسائل (عددها 12). صادق المجلس النيابي اللبناني على هذه المعاهدة بالإجماع في 24 نوفمبر، إلا أن الحكومة الفرنسية لم تصادق عليها ولم تعرضها على البرلمان الفرنسي. ويذكر أن الرسائل «6» و«6 مكرر» كانت تعتبر السند القانوني لتوزيع المناصب في الدولة اللبنانية بصورة متساوية بين جميع الطوائف. كان لنشوب الحرب العالمية الثانية، وخسارة فرنسا وموقفها الضعيف تجاه البريطانيين تأثير هام على صعيد الوضع والقوى المتواجدة في لبنان مما دفع الرئيس إميل إده إلى الاستقالة في 4 أبريل 1941.

### الأزمة والاستقلال
في 11 نوفمبر 1943 أقدم المندوب السامي الفرنسي في لبنان على حل المجلس النيابي وتعليق الدستور وتعيين إميل إده رئيسًا للجمهورية. وافق إميل إده لأنه كان يخشى من أن ينتقل لبنان إلى السيطرة البريطانية مما كان سيؤدي - وفقًا لاعتقاده - إلى زيادة التدخلات الأجنبية على حساب استقلال لبنان. إلَّا أنه عاد واستقال في 22 نوفمبر 1943.

## تأسيس حزب الكتلة الوطنية اللبنانية
بعد الاستقلال تابع إده نضاله السياسي وحول تياره إلى حزب سياسي حيث أسس مع رفاقه حزب الكتلة الوطنية اللبنانية في عام 1946. وشارك الحزب في الانتخابات النيابية لعام 1947 التي شهدت أكبر عملية تزوير من قبل السلطة في حينه التي كانت تسعى إلى الحصول على مجلس نيابي مطواع لتعديل الدستور بغية التجديد لولاية أخرى.

## وفاته وخلافته
توفي إميل إده في 27 سبتمبر 1949 وأقيم له مأتم شعبي حاشد، وخلفه في العمل السياسي ولداه ريمون وبيار. وانتخب كلّ منهما نائبًا في المجلس النيابي عدة مرات. وقد مارس كلّ منهما المسؤوليات في عدة وزارات في العديد من الحكومات اللبنانية. وخلفه ريمون على رأس حزب الكتلة الوطنية اللبنانية.